# Richard Gregory
 (août 2014).
Pour les articles homonymes, voir Gregory.
Richard Langton Gregory, 24 juillet 1923 – 17 mai 2010, est un psychologue et neuropsychologue de l'université de Bristol.

## Carrière
Après avoir servi dans les communications de la Royal Air Force pendant la seconde Guerre mondiale, Richard Gregory obtint une bourse d'études au Downing College à Cambridge. Il fut parmi les derniers élèves de Sir Frederic Bartlett qui l'inspira.
En 1967, avec les professeurs Donald Michie et Christopher Longuet-Higgins, il fonda le Département des machines intelligentes et de la perception ((en) Department of Machine Intelligence and Perception), qui devint le Département de l'intelligence artificielle à l'université d'Édimbourg. Il dirigea le laboratoire de recherches bioniques et fut le responsable du département de 1968 à 1970.
Il fut membre fondateur de l’Experimental Psychology Society (Société de psychologie expérimentale) et son président en 1981-2.
Il collabora avec W. E. Hick pour son article « On the rate of gain of information » (Du taux de gain d'information) « J'ai été le seul sujet pour son expérience de gain d'information à terminer le programme, tout comme il fut le seul autre sujet, et il termina quand le matériel tomba en panne ».
Son intérêt particulier se dirigeait vers les illusions d'optique, pour ce qu'elles enseignent sur la perception visuelle.

## Contribution
La principale contribution de Richard Gregory à sa discipline fut le développement d'une psychologie cognitive, en particulier la conception de la perception comme hypothèses, une approche dont les origines sont à rechercher dans les travaux de Hermann von Helmholtz (1821–1894) et de son élève Wilhelm Wundt (1832–1920). Selon Gregory, on doit à Helmholtz la notion que la perception n'est pas l'acceptation passive d'un stimulus, mais un processus actif impliquant la mémoire et d'autres processus internes.
Gregory poussa cette idée avec une analogie. Le processus mental qui résulte dans une vue cohérente du monde est analogue à la façon dont les sciences construisent leur image du monde, par une sorte de processus d'hypothèses et de déductions. Bien que cela se passe dans une échelle de temps complètement différente, et dans une tête et non dans une communauté, il n'en reste pas moins que selon Gregory la perception partage de nombreux traits avec la méthode scientifique. Cette conception est opposées à celle de James J. Gibson, dominantes au début de la carrière de Gregory ; et une bonne partie de son travail peut se comprendre comme une sorte de réponse à The Perception of the Visual World (1950) de Gibson.

## Ouvrages
(novembre 2018).
- (en) Richard Langton Gregory et Jean Wallace, « Recovery from Early Blindness: A case Study », Exp. Soc. Monogr., Cambridge, Heffers, no 2,‎ 1963, p. 65–129 (lire en ligne).
- (en) Richard Gregory, Eye and Brain : The psychology of seeing, Princeton University Press, 1997, 5e éd. (1re éd. 1966)
  - Richard Langton Gregory, L'œil et le cerveau : la psychologie de la vision [« Eye and Brain: The Psychology of Seeing »], De Boeck Université, 2000
- The Intelligent Eye (1970), London: Weidenfeld and Nicolson. [traduit en 6 langues].
- Illusion in Nature and Art (1973), (ed. avec Ernst Gombrich), London: Duckworth.
- Concepts and Mechanisms of Perception (1974), London: Duckworth. [collection d'articles].
- Mind in Science: A History of Explanations of Psychology and Physics (1981), London: Weidenfeld and Nicolson; USA: CUP. Paperback, Peregrine (1984). (Macmillan Scientific Book Club choice). Transl. Italian, La Mente nella, Scienze, Mondadori (1985).
- Odd Perceptions [essays] (1986), London: Methuen. Paperback (1988) Routledge. (2nd edition 1990-91).
- Creative Intelligences (1987), (ed with Pauline Marstrand), London: Frances Pinter.  (ISBN 0-86187-673-3).
- Oxford Companion to the Mind (1987), (ed.) Oxford: Oxford University Press. [translated into Italian, French, Spanish. In TSP Softbacks, and other Book Clubs]. Paperback 1998.
- Evolution of the Eye and Visual System (1992), (ed with John R Cronly-Dillon), Vol 2 of Vision and Visual Dysfunction. London: Macmillan.
- Even Odder Perceptions (1994), [essays]. London: Routledge.
- The Artful Eye (1995), (ed with J. Harris, P.Heard and D. Rose). Oxford: Oxford University Press
- Mirrors in Mind (1997), Oxford: W. H. Freeman/Spektrum. (1998) Penguin.
- The Mind Makers (1998), London: Weidenfeld and Nicolson.
- (en) Richard Gregory, Seeing through illusions, Oxford University Press, 2009
- (en) Principaux articles